# Офринио
Офринио (грч. Οφρύνιο) је насељено место у  општини Кушница у периферији Источна Македонија и Тракија, Грчка. Према попису из 2021. године било је 738 становника.
Офринио је некада било мало грчко читлучко насеље, које је 1913. године било напуштено. Године 1920. у селу је живело 120 грчких избеглица из Турске. Нешто касније насељене су и друге избегличке породице, укупно 456 особа. На попису из 1928. године Офринио је имао 629 становника Село се раније звало Доња Локвица.